# Квиддич с древности до наших дней
«Квиддич с древности до наших дней» — книга, описанная в серии романов Джоан Кэтлин Роулинг о Гарри Поттере и реальная книга того же автора. Реальная книга является копией вымышленной, находящейся в библиотеке Хогвартса.

## Вымышленная книга
В романах о Гарри Поттере автором этой книги является Кеннилуорти Уисп, знаменитый эксперт по квиддичу.
Гарри Поттеру нравится читать эту книгу. Когда Северус Снегг обнаружил Гарри с этой книгой в романе «Гарри Поттер и философский камень», он сказал, что есть правило, запрещающее вынос библиотечных книг за пределы Хогвартса, хотя, по словам Рона, он выдумал это правило только что.

## Реальная книга
Была написана в 2001 году Джоан Кэтлин Роулинг, хотя на обложке было указано имя Кеннилуорти Уиспа. Содержит иллюстрации автора. Доходы от продаж тиража направлены в благотворительный фонд Comic Relief.
В России книга вышла в 2009 году.
В книге описывается история квиддича, а также ранних игр на основе метлы. Рассмотрена эволюция летательной метлы, появление и развитие квиддича как вида магического спорта, модификации правил на протяжении истории, история появления золотого снитча. Описаны основные правила игры в квиддич, возможные нарушения и наказания, английские и ирландские команды, основные модели гоночных мётел, а также тактические приёмы игры.
Книга является своеобразной пародией на различные книги об истории реальных видов спорта.